# Beverly Crusher
Beverly Crusher és un personatge fictici de la franquícia Star Trek, interpretat per Gates McFadden. Debutant a la sèrie de televisió Star Trek: La nova generació, McFadden va aparèixer a totes les temporades, excepte a la segona, així com als seus llargmetratges derivats: Star Trek: Generations, Star Trek: First Contact, Star Trek: Insurrection i Star Trek: Nemesis. McFadden va tornar al paper a la tercera temporada de Star Trek: Picard. També va fer aparicions cameo a Star Trek: Prodigy, tant com a recreació hologràfica com a la veritable Crusher.
Crusher era la directora mèdica de l'Enterprise-D i l'Enterprise-E, dues naus espacials de l'univers Star Trek.

## Càsting
Gates McFadden es va mostrar reticent a acceptar el paper de la Dra. Crusher a causa del seu compromís d'aparèixer a l'obra The Matchmaker al La Jolla Playhouse. Abans que McFadden fos escollida, Anne Twomey i Jenny Agutter van ser considerades per al paper. Durant la segona temporada, el personatge va ser eliminat de la sèrie, amb l'explicació que "estava fora dirigint la Flota Estel·lar Mèdica durant un any". El productor Rick Berman ha dit que McFadden va marxar a causa de les seves disputes amb el guionista principal de TNG en aquell moment, Maurice Hurley. Va ser substituïda per la Dra. Katherine Pulaski (Diana Muldaur), més sorollosa i amb més opinions. Patrick Stewart estava molest per la marxa de McFadden i va tenir un paper important en el seu retorn després que Hurley marxés al final de la segona temporada.

## Primers anys
Beverly Crusher va néixer com a Beverly Howard el 13 d'octubre de 2324 a Ciutat Copèrnic, Lluna. Els seus avantpassats eren escocesos estatunidencs. Després de la mort dels seus pares quan era molt jove, va viure amb la seva àvia, Felisa Howard, a Arvada III, un planeta colonitzador, fins que una col·lisió lunar va fer que el planeta s'inundés, forçant la seva evacuació. La Felisa, amb l'ajuda de la seva néta, va utilitzar herbes, pastures, productes químics d'arbres i arrels com a medicaments quan els medicaments sintètics s'esgotaven per als ferits.
Durant la seva joventut, Beverly era coneguda com a persona tranquil·la, tímida i socialment incòmoda. També era molt cohibida pel seu cabell vermell brillant, i als 13 anys va intentar tenyir-lo de fosc amb resultats desastrosos. Més tard, a l'episodi "Descendència", admet a Data que sovint era ridiculitzada, impopular a l'escola i que havia estat molt dolorós per a ella. També admet que li va portar records dolorosos d'aquells anys en què va veure el seu fill Wesley passant per un ridícul similar de petit.
Va ser la carrera de la seva àvia com a curandera i la cura, la gran intel·ligència i la sensibilitat de Beverly el que va despertar en gran manera l'interès de Beverly per la medicina i la curació de malalts i ferits. El desastre d'Arvada III va consolidar la decisió de Beverly de ser metgessa.
Després que Arvada III fos evacuada, Beverly i Felisa es van establir a Caldos IV, on Beverly va viure fins que va entrar a l'Acadèmia de la Flota Estel·lar.

## Acadèmia de la Flota Estel·lar
Crusher va assistir a l'Acadèmia de la Flota Estel·lar del 2342 al 2350, durant els quals va assistir a la facultat de medicina. Mentre assistia a l'acadèmia, va tenir una relació sentimental amb el seu company cadet Jack Crusher. Els va presentar el seu amic, Walker Keel. Es va graduar com a primera de la seva classe i es va casar amb Jack el 2348. També l'havien anomenat "la Doctora Ballarina" quan era a l'acadèmia perquè havia guanyat múltiples premis en un concurs de dansa a St. Louis, Missouri. El 2350, va començar unes pràctiques amb el Dr. Dalen Quaice.

## Família
Després de casar-se amb en Jack, la Beverly va tornar a l'acadèmia mentre ell marxava cap a l'USS Stargazer. Un any més tard, va donar a llum un fill anomenat Wesley Crusher. En Jack va morir en una  missió fora quan en Wesley tenia cinc anys. El Capità Jean-Luc Picard, que comandava l'Stargazer en aquell moment, es va endur el cos d'en Jack. Ella mai es va recuperar completament de la seva mort. El Dr. Crusher i el Capità Picard també eren coneguts mentre el marit del personatge era viu, ja que en Picard i en Jack Crusher eren molt bons amics. Al principi de la sèrie,  Picard i la Dra. Crusher no s'han vist ni han sentit a parlar des de la mort d'en Jack. "Trobada a Farpoint" és la primera vegada que en Picard i el fill del Dr. Crusher, Wesley, es troben realment cara a cara. Més tard ella s'adona que Picard s'ha enamorat d'ella.

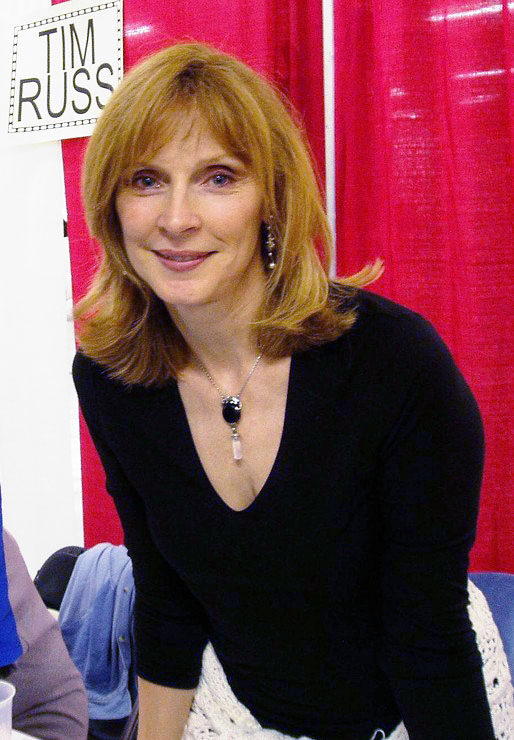
Gates McFadden interpreta Beverly Crusher

A mesura que passa el temps, tant Crusher com Picard intenten amagar-se els seus sentiments. La seva relació avança a "Acoblats", quan els dos s'uneixen telepàticament i es revelen els seus sentiments romàntics. Al final d'aquest episodi, Beverly li diu a Jean-Luc: "Potser hauríem de tenir por", donant a entendre que no està preparada per fer aquest pas endavant en la seva relació.
Tanmateix, només uns quants episodis més tard a "Sub Rosa", es revela que ni Beverly ni Jean-Luc han pogut deixar anar aquests sentiments i tornen a on van començar, intentant fingir que els sentiments no existeixen i que no tenen cap problema a ser... "només amics" l'un de l'altre.
Al final de la sèrie "Totes les coses bones...", es revela que en un futur alternatiu, la Dra. Crusher i el capità Picard s'havien casat i després es van divorciar, evidentment encara tenint sentiments l'un per l'altre després de tants anys. Es dóna poca informació sobre les circumstàncies del seu matrimoni o separació. En el present, els dos es fan un petó; tanmateix, aquesta línia de temps en particular s'esborra quan Picard canvia el passat.
A les quatre pel·lícules de "La nova generació", el flirteig entre la Dra. Crusher i el capità Picard roman, tot i que no és tan obvi com en episodis anteriors i, sens dubte, no forma part de les trames substancials de la pel·lícula. El moment més destacable entre els dos passa en una de les escenes eliminades de l'última pel·lícula de "La nova generació", "Star Trek: Nemesis".
Després de les sèries de televisió i les pel·lícules, la relació entre la Dra. Crusher i el capità Picard va continuar al llarg de la sèrie no canònica Star Trek: The Next Generation Pocket Books. Beverly i Jean-Luc s'han casat, però encara serveixen junts a l'Enterprise-E. Tenen un fill anomenat René Jacques Robert François Picard, que rep el nom del germà gran de Picard (Robert) i el nebot (René).
No obstant això, a la sèrie canònica seqüela Star Trek: Picard, Beverly i Jean-Luc no s'han casat. Han concebut un fill, Jack II, però els creixents intents d'assassinat contra Picard han portat a Beverly a amagar-lo i criar-lo ella sola. L'any 2401, Beverly pilota el seu propi vaixell hospital de caritat, l'SS Eleos, i ajuda el seu fill en les seves gestes criminals. Envia un missatge a Jean-Luc demanant ajuda i resulta greument ferida quan es troba amb una banda agressiva de saquejadors. Picard comanda una nau de la Flota Estel·lar, l'USS "Titan", i la rescata a ella i a Jack, just abans que el líder dels assaltants, Vadic, destrueixi l'"Eleos". Després de rebre tractament, Beverly ajuda el personal mèdic del "Titan" durant la tercera temporada, i la seva anàlisi de les autòpsies i l'interrogatori de Vadic amb Picard resulten crucials per ajudar a descobrir una conspiració de canviants rebels que s'infiltren a la Flota Estel·lar per venjar-se dels experiments i les accions mèdiques de la Flota Estel·lar durant la Guerra del Domini. Es reuneix amb la resta de la tripulació de l'"Enterprise" mentre corren per evitar que els conspiradors i els seus col·laboradors, els Borg, continuïn atacant la Flota Estel·lar. Quan ja és massa tard, Picard decideix infiltrar-se a l'últim cub dels Borg i rescatar un Jack recentment assimilat. Beverly dispara els torpedes que destrueixen el cub mentre la resta de la tripulació teletransporta Picard i Jack. L'any 2402, després de desenvolupar noves modificacions de transportadors i teràpies gèniques per evitar que els conspiradors i els seus socis, els Borg, tornin, la seva comissió és restablir. Beverly és ascendida al rang d'almirall, Beverly i Picard acomiaden el seu fill quan s'uneix a la Flota Estel·lar a bord de l'USS Enterprise-G. Beverly i Jean-Luc són vistos per última vegada jugant a pòquer amb la resta de la tripulació de l'Enterprise-D al bar Ten Forward de Los Angeles, finalment contents amb les seves vides.
A la temporada 2 de  Star Trek: Prodigy, Kathryn Janeway contacta amb Beverly el 2384 després de conèixer Wesley. Beverly no pot oferir gaire informació sobre les activitats actuals del seu fill, ja que Wesley no l'ha visitat en anys. Beverly lamenta que "per a una viatgera en el temps, m'agradaria que tingués més temps per passar amb la seva mare". Wesley finalment visita la seva mare, i ella presenta Wesley al seu germà petit per primera vegada, ja que Jack només era un nen petit en aquell moment.

## Recepció
El personatge ha estat generalment rebut positivament. Zack Handlen de The A.V. Club va elogiar l'actuació de Gates McFadden, així com la inclusió d'un personatge femení fort i agradable a la sèrie, però va lamentar que el potencial del personatge mai no es va arribar a desenvolupar completament, dient que "hauria d'haver estat un dels millors personatges de TNG", però que "massa sovint, el seu personatge ha estat relegat a papers de suport, intercalant argot mèdic ocasional per donar color a les escenes, o bé preocupant-se per si Wesley s'estava divertint prou a la seva vida".
McFadden va deixar la sèrie al final de la primera temporada i va ser substituïda per Diana Muldaur com a Doctora Katherine Pulaski al principi de la segona. Un anunci oficial va declarar que McFadden havia deixat la sèrie per buscar altres opcions professionals. La mateixa McFadden va rebre una trucada del seu agent que li va dir que els productors havien decidit anar en una altra direcció amb el personatge. Com els altres membres del repartiment, McFadden es va sorprendre. Gràcies a una campanya de cartes, el suport de Patrick Stewart i una invitació personal del productor executiu Rick Berman, McFadden va tornar al repartiment de TNG per a la tercera i les següents temporades, i les seves úniques tres aparicions per a la segona temporada són imatges d'arxiu.
En una entrevista al maig de 2006, Berman va revelar que l'actriu va ser acomiadada al final de la primera temporada de The Next Generation perquè el guionista principal Maurice Hurley "tenia la tenia travessada" i no li agradava la seva actuació. Després que Hurley deixés l'equip de guionistes de la sèrie, Berman va tornar a portar l'actriu i el personatge.
El 2016, SyFy va classificar Beverly Crusher com la quarta millor dels sis doctors espacials  del repartiment principal de la franquícia Star Trek.
El 2016, Beverly Crusher va ser classificada com el 20è personatge més important de la Flota Estel·lar dins de l'univers de ciència-ficció de Star Trek per la revista Wired.
El 2017, IndieWire va classificar Beverly en cinquè lloc en una llista de personatges importants de Star Trek: La nova generació, assenyalant que era "pràcticament impecable" i oferia "perspectives valuoses".
El 2017, IndieWire va classificar Crusher com el sisè millor personatge de Star Trek: La nova generació.
El 2018, CBR va classificar Beverly Crusher com el 21è millor membre de la Flota Estel·lar.
El 2018, The Wrap va situar Crusher com a 14è de 39 en un rànquing dels millors personatges principals de la franquícia abans de Star Trek: Discovery.
El 2019, ScreenRant va suggerir que el personatge estava madur per a una sèrie derivada, destacant les seves relacions amb Picard i també l'alt potencial del personatge.
El 2019, SyFy Wire va recomanar que Star Trek: Picard inclogués Beverly Crusher, assenyalant la seva llarga amistat amb el personatge principal. Van criticar la manca de temps de pantalla que tenien els dos, lamentant que "No es va explorar, es va ignorar... i Beverly Crusher gairebé no va tenir res a fer a les pel·lícules de TNG".